# Softengine
Softengine ist eine finnische Indie-Rock-Band.

## Geschichte
Die Mitglieder von Softengine stammen aus der westfinnischen Stadt Seinäjoki und gründeten die Band im Jahr 2011. Sie nahmen zusammen mit acht weiteren Künstlern an der finnischen Vorentscheidung zum Eurovision Song Contest 2014 namens UMK teil und konnten das Finale am 1. Februar 2014 mit 38 Punkten für sich entscheiden.
Am 8. Mai 2014 konnten sie sich im zweiten Halbfinale für das ESC-Finale qualifizieren und vertraten dort Finnland beim 59. Eurovision Song Contest im dänischen Kopenhagen mit dem Song Something Better. Sie erreichten Platz elf mit 72 Punkten.
Am 17. Oktober 2014 erschien ihr Debütalbum We Created the World, welches es bis in die finnischen Top 10 schaffte. Gleichzeitig verließ Gründungsmitglied Eero Keskinen die Band, um sich auf seine Ausbildung als Lichttechniker konzentrieren zu können.
Am 17. Juni 2015 präsentierte die Band mit All About You & I ihre erste Single fernab ihres Debütalbums. Im April 2016 erschien der Titel Salamatie des finnischen Teenie-Popsängers Robin, an welchem Softengine als Gastinterpreten mitwirkten.
- Softengine 2014 (Video)

## Diskografie

### Alben
- 2014: We Created the World

### EPs
- 2015: From Earth, From Ashes, From Dust

### Singles
- 2014: Something Better
- 2014: Yellow House
- 2014: The Sirens
- 2014: What If I?
- 2015: All About You & I
- 2015: Big Fat Bass Drums

### Gastbeiträge
- 2016: Salamatie (Robin feat. Softengine)